# Hamearis sorini
Hamearis sorini är en fjärilsart som beskrevs av Pionneau 1926. Hamearis sorini ingår i släktet Hamearis och familjen Riodinidae. Inga underarter finns listade i Catalogue of Life.